# Ніколя Тузен
Ніколя Тузен (фр. Nicolas Touzaint, 10 травня 1980) — французький вершник.
Олімпійський чемпіон 2004 року в командному триборстві, бронзовий призер 2020 року в командному триборстві, учасник 2000, 2008, 2012, 2016 років.
Чемпіон Європи з кінного триборства 2003 (індивідуальне триборство), 2007 (індивідуальне триборство) років, срібний призер 2003 (командне триборство), 2005 (командне триборство), 2007 (командне триборство), 2011 (командне триборство) років, бронзовий призер 2013 року в командному триборстві.